# Fereydun Sahabi
Fereydun Sahabi (persiano: فریدون سحابی) (Teheran, 1937) è un geologo e politico iraniano.
Primo presidente dell'Organizzazione dell'energia atomica dell'Iran e il secondo nella gestione della presidenza iraniana, dopo la rivoluzione. Terzo figlio di Yadollah Sahabi e fratello di Ezzatollah Sahabi.

## Biografia
Nacque in Iran in 1937, conseguì un PhD in geologia ed esplorazione petrolifera, presso l'Università di Londra. Dopo essere ritornato in Iran, ha lavorato come professore all'Università di Teheran.

## Attività politiche
Membro del Fronte Nazionale presso l'Università di Teheran, e attivo nella Confederazione studentesca europea. Nel 1979 venne eletto membro del Movimento Nazionale iraniano, e dopo la Rivoluzione fu eletto Sottosegretario del Ministero dell'Energia e primo presidente dell'Organizzazione dell'energia atomica dell'Iran.

## Libri
- Geologia del petrolio, Università di Tehran Press, 2012
- Petrolio sedimentario, Università di Tehran Press, 2008